# Keppeki Danshi! Aoyama-kun
Keppeki Danshi! Aoyama-kun (jap. 潔癖男子！青山くん) ist eine Manga-Serie von Taku Sakamoto, die von 2014 bis 2018 in Japan erschien. 2017 wurde sie als Anime-Fernsehserie adaptiert, die auch international als Clean Freak! Aoyama kun veröffentlicht wurde. Das Werk ist in die Genres Comedy, Sport und Seinen einzuordnen.

## Inhalt
Die Geschichten der Serie drehen sich um den gutaussehenden Oberschüler Aoyama (青山), einem begabten Fußballspieler. Zugleich leidet er an Mysophobie, was ihm den Schulalltag und noch mehr das Fußballspielen erschwert. Dennoch ist er im Fußballclub der Schule und spielt sogar in der japanischen Jugendnationalmannschaft. Aoyama geht mit seiner Angst und dem daher rührenden ständigen Putzwahn offen um und wird von seinen Mitschülern dafür respektiert, die auch besondere Rücksicht auf ihn nehmen. Es wächst sogar schnell ein Aoyama-Fanclub an der Schule, der ihm beim Sport anfeuert und trotz seiner distanzierten Art hat er viele Verehrerinnen. Dennoch ist Aoyamas Schulleben nicht ohne Konflikte: So zweifelt der neu an die Schule gekommene Kaoru Zaizen zunächst an Aoyamas Ernsthaftigkeit im Sport. Doch nach einem gemeinsamen Spiel ist auch Zaizen von Aoyamas Sportsgeist überzeugt und akzeptiert ihn als Kameraden. Die Schülerin Moka Gotō ist in Aoyama verliebt, doch er nimmt sie kaum wahr. So putzt sie erst heimlich für ihn und wird schließlich offiziell Helferin im Klub, die sich vor allem um Aoyama kümmert. So kann Gotō zumindest oft in seiner Nähe sein.
Die Serie beschäftigt sich auch mit Mitschülern außerhalb des Fußballklubs. So mit Shion Narita, der Aoyamas Angst teilt, aber nicht offen damit umgehen kann; und Atsumu Ozaki, der bereits als Schüler auch ein erfolgreicher Mangaka ist und Aoyama als Vorlage für den Bösewicht in seiner Mangaserie nutzt.

## Veröffentlichungen
Die Serie erschien ursprünglich 2014 im Magazin Miracle Jump und wechselte dann 2015 zu Shūkan Young Jump bei Shūeisha, wo es bis zum 4. Januar 2018 (Ausgabe 5–6/2018) lief. Der Verlag brachte die Kapitel auch in 13 Sammelbänden heraus.

## Anime
2017 entstand bei Studio Hibari eine 12-teilige Anime-Adaption der Serie. Regie führte Kazuya Ichikawa und Hauptautor war Midori Gotō. Die künstlerische Leitung lag bei Mari Takada und das Charakterdesign stammt von Arisa Matsūra. Die 25 Minuten langen Folgen wurden vom 3. Juli bis 18. September 2017 punkt Mitternacht (und damit am vorigen Fernsehtag) von Tokyo MX, sowie jeweils am Folgetag von ytv und BS11 in Japan ausgestrahlt. Die internationale Veröffentlichung geschah durch die Plattform Crunchyroll, unter anderem mit deutschen und englischen Untertiteln.

### Synchronisation
| Rolle        | Japanische Stimme |
| ------------ | ----------------- |
| Aoyama-kun   | Ryōtarō Okiayu    |
| Moka Gotō    | Anzu Haruno       |
| Kaoru Zaizen | Tomokazu Seki     |

### Musik
Die Musik der Serie komponierten Hiroaki Tsutsumi und Tomotaka Ōsumi. Der Vorspann wurde unterlegt mit dem Lied White der Band Bentham und das Abspannlied ist Taiyō ga Kureta Kisetsu, gesungen von den Synchronsprechern der Fußballmannschaft der Fujimi-Oberschule. In der 9. Folge wird außerdem das Lied Just My Goal My Way von Ryōtarō Okiayu verwendet.